# 하택후
하택후(1980년 6월 11일 ~ )는 대한민국의 전통음악연주가이다. 사회적 기업 들소리 소속의 월드비트 비나리의 공연리더 팀장으로 활동하였으며 현재는 타악 프로젝트 그룹사맛디의 대표이다.
태양력으로 1980년 6월 11일에 경상남도 거제시에서 태어났으며 가족으로는 아내와 딸, 아들이 있다. 초등학교 때부터 풍물을 익혔으며, 1999년고등학교때 들소리에 입단하여 공연활동을 시작하였다. 창원기계공업고등학교를 졸업하였다.

## 음악 활동
- 2012년 슬로베니아, 아부다비, 영국
- 2011년 벨기에, 이태리, 브라질, 우루과이, 아르헨티나, 코스타리카, 일본, 국립극장, 용극장 외 다수 공연
- 2010년 러시아, 과테말라, 파나마, 베네수엘라, 남산국악당, 국립극장 등 다수 공연
- 2009년 WOMEX 쇼케이스 참가, 덴마크, 코펜하겐
- 2009년 A MIL FESTIVAL, 칠레, 산티아고
- 2009년 월드비트비나리 유럽GAS지역 투어, 독일, 스위스, 룩셈부르크
- 2008년 global FEST,마국,뉴욕
- 2007년 디자이너이상봉 패션쇼,러시아,모스코바
- 2007년 에딘버러 페스티발, 영국,에딘버러
- 2007년 WOMAD 찰튼파크, 영국, 런던
- 2007년 아일랜드 10도시 투어, 아일랜드
- 2004년 싱가포르 아츠 페스티발, 싱가포르
- 2003년 미국 이민사 100주년 기념 “Korea Festival" , 미국, 하와이